# 安東次男
安東 次男（あんどう つぐお、1919年（大正8年）7月7日 - 2002年（平成14年）4月9日）は、日本の俳人、詩人、評論家、翻訳家。俳号は流火艸堂。

## 来歴
1919年（大正8年）岡山県苫田郡東苫田村（現在の津山市）生まれ。小学5年時に一家で神戸に移住。第二神戸中学校卒業後、1937年、旧制第三高等学校文科丙類（フランス語）に入学。1941年（昭和16年）頃より「寒雷」に投句、加藤楸邨に俳句を学ぶ。1942年（昭和17年）東京帝国大学経済学部経済学科を卒業。海軍に志願し、敗戦時は海軍主計大尉。戦後、都立桜町高校社会科教諭、國學院大學フランス語講師などをへて、1966年東京外国語大学教授。1982年定年退官。
1949年（昭和24年）、詩作に転じ、抵抗派詩人として注目され始める。1950年（昭和25年）詩集『六月のみどりの夜は』（コスモス社）を刊行、翌年6月、第二詩集『蘭』（月曜書房）を刊行するなど、旺盛に詩や評論を発表する。1960年代頃より、深い古典への造詣をふるって、松尾芭蕉の連句評釈を始め、古俳諧・百人一首・和歌・俳諧師・蕪村の伝記などの随想・評論を盛んに記す。『芭蕉七部集評釈』は代表的な評論であるが、今栄蔵は安東の評釈を「本質はあくまで詩人のセンスに貫かれたそのみずみずしい発想と創造にあるというべきで、個々の評釈自体には問題が多いといえると思う」と評した。1962年、『澱河歌の周辺』で読売文学賞を受賞。
1990年頃より「寒雷」にふたたび俳句の発表をはじめる。現代詩を学んだ分、俳句においては古典趣味であった。1997年（平成9年）、句集『流』で第12回詩歌文学館賞受賞。2001年（平成13年）頃から、持病の肺気腫と気管支喘息が悪化。2001年、勲四等旭日小綬章受章。2002年（平成14年）4月9日、呼吸不全のため死去。享年84（満82歳）。4月16日、新宿区信濃町の千日谷会堂にて葬儀・告別式。葬儀委員長・中村稔、開式の辞・飯島耕一、弔辞・粟津則雄と大岡信であった。

## 著書
『安東次男著作集』青土社（全8巻、1974年 - 1977年）が刊行。
- 〈第1巻〉1977年3月25日、「六月のみどりの夜は」ほか詩集など
- 〈第2巻〉1976年1月30日、「芭蕉」ほか
- 〈第3巻〉1975年4月25日、「芭蕉七部集」評釈ほか
- 〈第4巻〉1974年12月15日、「与謝蕪村」ほか
- 〈第5巻〉1975年1月30日、「百首通見」ほか
- 〈第6巻〉1976年6月20日、「花づとめ」ほか
- 〈第7巻〉1975年9月20日、「抵抗期」に入る詩人像　アラゴン「リラとバラ」覚書ほか
- 〈第8巻〉1975年2月28日、美術評論など

### 句集
- 『裏山』卯辰山文庫、1972年
- 『昨』卯辰山文庫、1979年
  - 上記2点『俳句の現在 別巻1』に収録、三一書房、1987年9月、ISBN 978-4380875519
- 『花筧』思潮社、1992年3月、ISBN 978-4783703921
- 『花筧後』卯辰山文庫、1995年
- 『流 - 安東次男句集』ふらんす堂、1997年5月、ISBN 978-4894021648

第12回詩歌文学館賞受賞（俳句部門）。
- 『其句其人』ふらんす堂文庫、1999年7月、ISBN 978-4894022836
- 『流火草堂遺珠 - 安東次男拾遺句詩集』中村稔 編、ふらんす堂、2009年10月、ISBN 978-4781401836

### 詩集
- 『六月のみどりの夜わ』コスモス社、1950年8月15日、第一詩集
  - のち『六月のみどりの夜は』に改題
- 『蘭』月曜書房、1951年6月1日、第二詩集
- 『安東次男詩集 日本国民詩集』三一書房、1952年
- 『死者の書 安東次男詩集』ユリイカ、1955年
- 『安東次男詩集』飯島耕一 編、ユリイカ 今日の詩人双書〈第2〉、1957年
- 『からんどりえ 詩集』駒井哲郎 挿画、ユリイカ、1960年。画は全19枚
- 『安東次男詩集』思潮社「現代詩文庫 第1期36」、1970年9月、ISBN 9784783707356
- 『安東次男全詩全句集』思潮社、2008年8月。中村稔、粟津則雄 監修、ISBN 978-4783723530

### 評論
- 『光をはこぶもの : 変革期の詩人たち』月曜書房、1951年
- 『抵抗詩論 詩の創作と実践のために』青木文庫〈第141〉、1953年
- 『現代詩のイメージ 評論集』ユリイカ、(双書・種まく人〈第141〉)、1955年
- 『にしん 凶漁地帯を行く』柏林書房、1955年、ルポルタージュ・シリーズ 日本の証言〈第2 現在の会編〉
- 『幻視者の文学』弘文堂、1960年、新版1970年、現代芸術論叢書
- 『澱河歌の周辺』未來社、1962年。第14回読売文学賞受賞(評論・伝記賞)
  - 『澱河歌の周辺』未來社〈転換期を読む 9〉、2003年6月、ISBN 978-4624934293
- 『鑑賞歳時記』角川書店、1964年
- 『芸術の表情』未来社、1965年
- 『現代詩の展開 安東次男詩論集』思潮社、1965年
- 『芭蕉 その詞と心の文学』筑摩書房 (グリーンベルト・シリーズ新書)、1965年
  - 増補版『芭蕉 その詞と心の文学』筑摩書房（筑摩叢書）、1971年
  - 『芭蕉』中公文庫、1979年7月、ISBN 978-4122006539
- 『与謝蕪村 日本詩人選〈18〉』筑摩書房、1970年
  - 『与謝蕪村』講談社文庫、1979年5月
  - 『与謝蕪村』講談社学術文庫、1991年4月、ISBN 978-4061589650
- 『帰巣者の芸術　芭蕉からモンドリアンまで』読売新聞社（読売選書）、1969年
- 『詩 その沈黙と雄弁』イザラ書房、1969年
- 『近世の秀句 芭蕉から一茶まで』読売新聞社（読売選書）、1971年
- 『画家との対話』朝日出版社、1972年
- 『物の見えたる』人文書院　1972年
- 『芭蕉七部集評釈』集英社、1973年
- 『続・芭蕉七部集評釈』集英社、1978年4月
- 『百首通見 小倉百人一首全評釈』集英社、1973年
  - 『百人一首』新潮文庫、1976年11月、ISBN 978-4101191010
  - 『百首通見』ちくま学芸文庫、2002年12月、ISBN 978-4480087324
- 『古美術 拾遺亦楽』新潮社、1974年。読みは（しゅういえきらく）
- 『芭蕉 奥の細道』日本の旅人〈6〉淡交社、1974年3月、ISBN 978-4473005328
- 『花づとめ』読売新聞社、1974年
  - 『花づとめ　季節のうた百三章』中公文庫、1993年9月、ISBN 978-4122020306
  - 『花づとめ』講談社文芸文庫、2003年11月、ISBN 978-4061983519
- 『日本やきもの旅行 1　信楽・伊賀・備前・丹波』平凡社「歴史と文学の旅28」、1975年
- 『碑にほとりせん』毎日新聞社「現代の視界〈4〉」、1976年
- 『藤原定家 日本詩人選〈11〉』筑摩書房、1977年11月、ISBN 978-4480132116
  - 『藤原定家　拾遺愚草抄出義解』講談社学術文庫、1992年2月、ISBN 978-4061590113
- 『時分の花』朝日新聞社、1979年3月
- 『木枕の垢 古句再見』講談社、1981年7月
- 『骨董流転 古美術随想』創樹社美術出版、1981年5月
- 『連句入門 蕉風俳諧の構造』筑摩書房、1981年10月、
  - 『連句入門 蕉風俳諧の構造』講談社学術文庫、1992年12月、ISBN 978-4061590540
- 『安東次男 古美術の目』筑摩書房、1983年4月
  - 『古美術の目』ちくま学芸文庫、2001年8月、ISBN 978-4480086440
- 『おくのほそ道 古典を読む〈2〉』岩波書店、1983年3月、ISBN 978-4000044523
  - 『古典を読む　おくのほそ道』同時代ライブラリー 岩波書店、1996年12月、ISBN 978-4002602905
- 『古句再見』筑摩書房（筑摩叢書）、1984年、ISBN 978-4480012913
- 『芭蕉発句新注 俳言の読み方』筑摩書房、1986年11月、ISBN 978-4480822208
  - 『芭蕉百五十句 俳言の読み方』文春文庫、1989年5月、ISBN 978-4167505011
- 『風狂始末 芭蕉連句新釈』筑摩書房、1986年7月、ISBN 978-4480130013
- 『続 風狂始末 芭蕉連句新釈』筑摩書房、1989年8月、ISBN 978-4480130020
- 『風狂余韻 芭蕉連句新釈』筑摩書房、1990年12月、ISBN 978-4480130037
  - 『芭蕉連句評釈 上巻』講談社学術文庫、1993年12月、ISBN 978-4061591066
  - 『芭蕉連句評釈 下巻』講談社学術文庫、1994年1月、ISBN 978-4061591073　
  - 『完本 風狂始末 芭蕉連句新釈』ちくま学芸文庫（新編）、2005年3月、ISBN 978-4480089014
- 『連句の読み方 戦後詩論選』思潮社、2000年7月、ISBN 978-4783715955

## 共編著
- 『風に鳴る樹々 全国結核療養者詩集』野間宏・瀬木慎一共編、朝日書房、1954年
- 『現代詩入門 詩をつくる人に』新書版、金子光晴共著、青木書店、1954年
- 『日本詞華集』西郷信綱・広末保共編、未来社、1958年4月、復刊2005年、ISBN 978-4624601034
- 『文学の基礎知識』山下肇・篠田一士共編、青春出版社、1960年
- 『現代詩論〈2〉』渋沢孝輔共著、晶文社、1972年、ISBN 978-4794931023
- 『古寺巡礼京都<10> 妙心寺』梶浦逸外共著、淡交社、1977年1月、ISBN 978-4473004703
- 『東大寺　古寺巡歴〈1〉』平凡社カラー新書58、上司海雲共著、1977年2月
  - 『東大寺―古寺巡歴1』平凡社カラー新書セレクション、上司海雲共著・写真：土門拳、1997年11月、ISBN 978-4582830415
- 『俳句の本』全3巻、飯田龍太・森澄雄共編、筑摩書房、1980年
- 『歌仙』石川淳・丸谷才一・大岡信共編、青土社、1981年2月
- 『鑑賞日本現代文学 33巻 現代俳句』大岡信共編、角川書店、1990年8月、ISBN 978-4045808333

## 翻訳書
- ジャン・ポーラン編『祖国は日夜つくられる（フランス語版）』第I巻・第II巻、渡辺淳、小場瀬卓三と共訳、月曜書房、1951年。
- フランシス・ジャム『野うさぎ物語』角川文庫、1953年。ASIN B000JB89O4。新装復刊1989年
- ロジェ・ヴァイヤン『フォスター大佐の服罪』青木書店、1953年。ASIN B000JBAJ8I。
- フランソワーズ・サガン『悲しみよこんにちは』ダヴィッド社、1954年。ASIN B000JB5JNS。
- ポール・エリュアール『万人のための詩』青木書店、1954年。ASIN B000JB6X1A。
- ルイ・アラゴン『レ・コミュニスト』全10巻　小場瀬卓三、小島輝正共訳、三一書房、1954年。
- エミール・ゾラ『ナナ 上巻』関義と共訳、青木書店、1955年。ASIN B000JB4GN2。
- エミール・ゾラ『ナナ 下巻』関義と共訳、青木書店、1955年。ASIN B000JB3Z5M。
- エミール・ゾラ『居酒屋 上巻』関義と共訳、青木書店、1956年。ASIN B000JB24JU。
- エミール・ゾラ『居酒屋 下巻』関義と共訳、青木書店、1956年。ASIN B000JAZFO2。
- ミノウ・ドルーエ『木わたしのお友だち』ダヴィッド社、1956年。ASIN B000JB10IG。
- クロード・アヴリーヌ『黒ちゃん白ちゃん』岩波少年文庫、1957年。
- ミシェル・エーメ・ボードウィ『風の王子たち』岩波少年文庫、1958年5月10日。ASIN B00FGODR8W。
- リヒアルト・ヘニッヒ『楽園はどこにあったか 世界25の謎』黒川晃と共訳、ダヴィッド社、1958年。ASIN B000JATX40。
- コレット『去りゆくクローディーヌ』角川文庫、1959年。ASIN B000JASLP2。
- フィリップ・ソレール『情事』六興出版部、1959年。ASIN B000JAS73I。
- アンヌ・マリー・ド・ヴィレーヌ『愛する理由』角川書店、1960年。ASIN B000JAP71S。
- アンドレ・モロア『ディズレーリ伝』東京創元社、1960年。ASIN B000JAOYH6。
- アンドレ・マルロー『王道』角川文庫、1961年。ASIN B000JAMAAO。
- モーリス・ドリュオン『みどりのゆび』岩波書店、1965年、新装版2009年ほか
  - 『みどりのゆび』岩波少年文庫、1980年。各・絵：ジャクリーヌ・デュエーム
  - 『みどりのゆび』岩波少年文庫、2002年10月18日、ISBN 978-4001141016
- ポール・エリュアール『エリュアール詩集 Choix de poèmes 1917-1952』思潮社、1966年、
- アベル・ボナール『友情論』角川文庫、1966年、ISBN 978-4043141012
- ルネ・ギヨ『ビュスガンビーユの冒険 少年少女世界の文学』河出書房、1968年
- クロード・モーリアック『あらゆる女は妖婦である』集英社、1969年、現代の世界文学
  - 『あらゆる女は妖婦である』集英社文庫、1979年4月、ISBN 978-4087600537
- ジョルジュ・シムノン『片道切符』シムノン選集〈第4〉集英社、1969年10月25日
  - 『片道切符』集英社文庫、1977年12月、ISBN 978-4087600193
- ルネ・ギヨ『サルガバルの象』学習研究社、1969年、少年少女学研文庫
- ジュール・ヴェルヌ『カルパチアの城』「全集6」集英社、1968年。選書判
  - 『カルパチアの城』「ジュール・ヴェルヌ・コレクション」集英社文庫、1993年9月、ISBN 978-4087602234
- ヴェルヌ『ジャンガダ』「全集20」集英社、1969年。選書判　
  - ヴェルヌ『ジャンガダ』文遊社、2013年8月、ISBN 978-4892570872
- ルネ・ギヨ『密林の使者』学習研究社　1970年、少年少女学研文庫
- ルネ・ギヨ『377号機関車の男』少年少女サスペンス冒険、挿絵：坂川知秋、学習研究社、1972年
- ジョルジュ・ラミエ『ピカソの陶器』平凡社、1975年